# Ethilla translucens
Ethilla translucens är en tvåvingeart som först beskrevs av Macquart 1851.  Ethilla translucens ingår i släktet Ethilla och familjen parasitflugor. Inga underarter finns listade i Catalogue of Life.